# Jolanta Eleonora Kramarz
Jolanta Eleonora Kramarz (ur. 1971 w Andrychowie) – psycholog, od 2020 prezes fundacji Vis Maior i w latach 2011–2018 Pies Przewodnik.

## Życiorys
Jest osobą niedowidzącą. Szkołę podstawową i liceum ukończyła w Andrychowie. W 1990 roku rozpoczęła studia na kierunku psychologia w trybie indywidualnym na Katolickim Uniwersytecie Lubelskim. Po ukończeniu studiów podjęła pracę w Warszawie pracując w centrum leczenia odwykowego, dziale telemarketingu, urzędzie pracy, na uczelni i w fundacji, która zajmowała się osobami uzależnionymi. Jako wolontariusz zajmowała się osobami z depresją i myślami samobójczymi. W 2002 roku była jednym z założycieli fundacji Vis Maior i od tej pory pełni funkcje jej prezesa. W 2011 roku założyła fundację Pies Przewodnik, której celem jest szkolenie psów przewodników i była jej prezesem w latach 2011–2018.

## Nagrody
- 2019 wyróżnienie w konkursie Człowiek bez Barier[5][7]
- 2012 w 11 edycji konkursu Lady Disabled – Dama Niepełnosprawna tytuł Lady D w kategorii aktywność społeczna[8][9].